# San José Morelos
San José Morelos är en ort i Mexiko.   Den ligger i kommunen San José Chiapa och delstaten Puebla, i den sydöstra delen av landet, 140 km öster om huvudstaden Mexico City. San José Morelos ligger 2 430 meter över havet och antalet invånare är 311.
Terrängen runt San José Morelos är en högslätt. Runt San José Morelos är det ganska tätbefolkat, med 108 invånare per kvadratkilometer. Närmaste större samhälle är Huamantla, 18,1 km väster om San José Morelos. Trakten runt San José Morelos består till största delen av jordbruksmark.